# West Virginia v. EPA
West Virginia v. EPA (Environmental Protection Agency), was een op 30 juni 2022 gevonniste zaak van het Hooggerechtshof van de Verenigde Staten betreffende de Clean Air Act en de bevoegdheid van het federale milieuagentschap EPA om de uitstoot van kooldioxide (CO2) in verband met de klimaatverandering te reguleren.
De zaak draait om het Clean Power Plan (CPP) dat in 2015 door de EPA is opgesteld, onder de regering Obama. Het CPP omvatte onder meer regelgeving waarbij bestaande elektriciteitscentrales enerzijds emissiereductietechnologieën moesten toepassen, en anderzijds inzetten op een transitie naar alternatieve schone energiebronnen zoals zonne- en windenergie. Die regelgeving werd aangevochten door verschillende staten en ondernemingen uit de kolenindustrie; het CPP werd door de rechtbanken opgeschort en is nooit in werking getreden. Onder de regering Trump kwam de EPA in 2019 met een minder ingrijpende Affordable Clean Power regelgeving, die opnieuw door een aantal staten en bedrijven werd aangevochten en door de rechtbanken werd opgeschort. De klagers betwistten de wettelijke bevoegdheid van de EPA om bestaande elektriciteitscentrales te reguleren.
In een uitspraak (6 tegen 3 ) van 30 juni 2022 oordeelde het Hof dat de regulering van bestaande elektriciteitscentrales onder de – enigszins omstreden – “major questions doctrine” valt, waarbij ervan uitgegaan wordt dat het Congres de EPA niet de bevoegdheid heeft gegeven om bestaande centrales te verplichten tot een energietransitie, maar zich moet beperken tot het reguleren via emissiereductietechnologieën.

## Gevolgen
Juristen vrezen dat de doctrine achter het arrest elders bij overheidsagentschappen zal worden toegepast, waardoor de regering-Biden ook wordt beperkt in regelgeving inzake gezondheid en consumentenbescherming. Een andere vrees is dat ook het klimaatbeleid van de Staten op losse schroeven komt te staan, omdat dit vaak deels is gebaseerd op federale regelgeving.
De uitspraak betekent dan ook een klap voor het klimaatbeleid van president Biden, en voor de geloofwaardigheid van de Verenigde Staten in het internationale klimaatdebat.